# Nuevo Mariscal
Nuevo Mariscal är en ort i Mexiko.   Den ligger i kommunen Ocosingo och delstaten Chiapas, i den sydöstra delen av landet, 900 km öster om huvudstaden Mexico City. Nuevo Mariscal ligger 138 meter över havet och antalet invånare är 616.
Terrängen runt Nuevo Mariscal är huvudsakligen kuperad. Nuevo Mariscal ligger nere i en dal. Runt Nuevo Mariscal är det glesbefolkat, med 16 invånare per kvadratkilometer. Närmaste större samhälle är Nueva Palestina, 19,7 km söder om Nuevo Mariscal. I omgivningarna runt Nuevo Mariscal växer i huvudsak städsegrön lövskog.